# Koszmosz–952
A Koszmosz–952 a szovjet USZ–A aktív radarfelderítő műhold második tesztrepülése volt.

## Küldetés
A szovjet Legenda (oroszul: Легенда) tengeri felderítő rendszerhez készült USZ–A típusú, aktív radarberendezéssel felszerelt felderítő műhold prototípusa. A repülés a radarfelderítő műhold első kísérleti indítása volt, melynek során tesztelték a berendezést. A műholdba a BESZ–5 Buk nukleáris termoelektromos generátor teljes méretű makettjét építették. A Koszmosz–860 programját folytatta.

## Jellemzői
1977. szeptember 16-án a bajkonuri űrrepülőtér indítóállomásról egy Ciklon-2A hordozórakétával juttatták Föld körüli, közeli körpályára. Az orbitális egység alappályája 89,64 perces, 64,93 fokos hajlásszögű, elliptikus pálya perigeuma 248 kilométer, apogeuma 265 kilométer volt.
1977. október 8-án az orbitális egység pályáját 104,9 perces, 64,86 fokos hajlásszögű, elliptikus pálya perigeumát 928 kilométerre, apogeumát 975 kilométerre állították be.
Hasznos tömege 3800 kilogramm. 2011-ben az űregység orbitális pályáját még korrigálták (14 alkalommal), biztosítva a közel körpályás haladási magasságot. Felépítése hengeres, átmérője 1.3 méter, magassága 10 méter.  A sorozat felépítését, szerkezetét, alapvető fedélzeti rendszereit tekintve egységesített, szabványosított űreszköz.
Szolgálati idejének vége ismeretlen.